# Plectembolus
Plectembolus là một chi nhện trong họ Linyphiidae.